# Skařez
Skařez (německy Garassen) je osada, část města Hostouň v okrese Domažlice v Plzeňském kraji. Nachází se pět kilometrů severně od Hostouně. Prochází zde silnice II/195. Skařez je také název katastrálního území o rozloze 1,17 km².

## Historie
První písemná zmínka o vesnici pochází z roku 1379.

## Obyvatelstvo
| Rok            | 1869 | 1880 | 1890 | 1900 | 1910 | 1921 | 1930 | 1950 | 1961 | 1970 | 1980 | 1991 | 2001 | 2011 | 2021 |
| -------------- | ---- | ---- | ---- | ---- | ---- | ---- | ---- | ---- | ---- | ---- | ---- | ---- | ---- | ---- | ---- |
| Počet obyvatel | 36   | 38   | 31   | 29   | 36   | 38   | 38   | 19   | 25   | 12   | 18   | 8    | 9    | 9    | 10   |
| Počet domů     | 6    | 6    | 6    | 7    | 6    | 6    | 8    | 6    | 6    | 5    | 4    | 5    | 5    | 5    | 5    |

## Obecní správa
Při sčítání lidu v letech 1850–1979 Skařez byl osadou obce Holubeč, se kterým patřil nejprve do okresu Horšovský Týn (v letech 1850–1910 Horšův Týn), ale od roku 1960 v okrese Domažlice. Od 1. července 1979 je částí města Hostouň v okrese Domažlice.

## Další fotografie

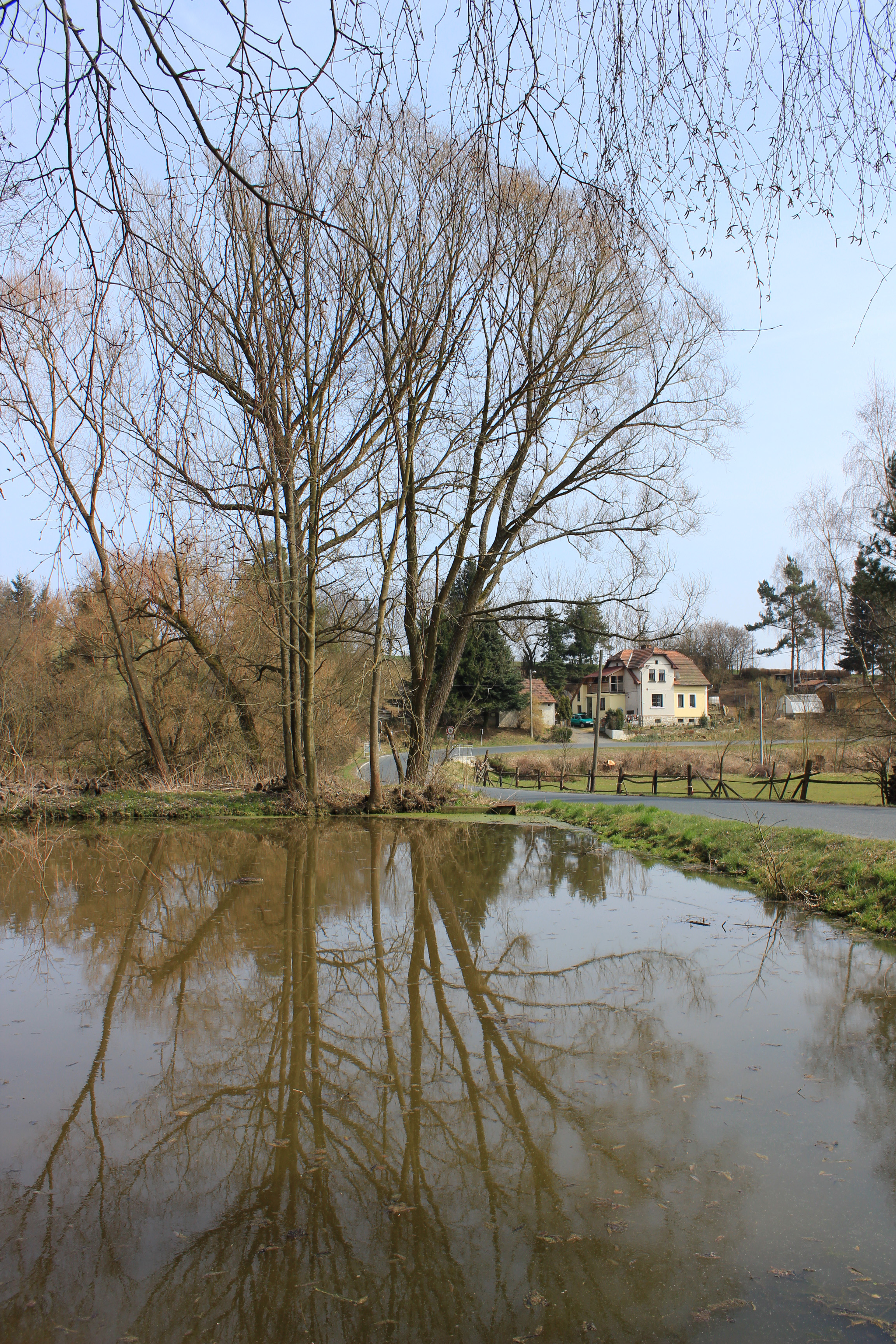
Rybníček u silnice
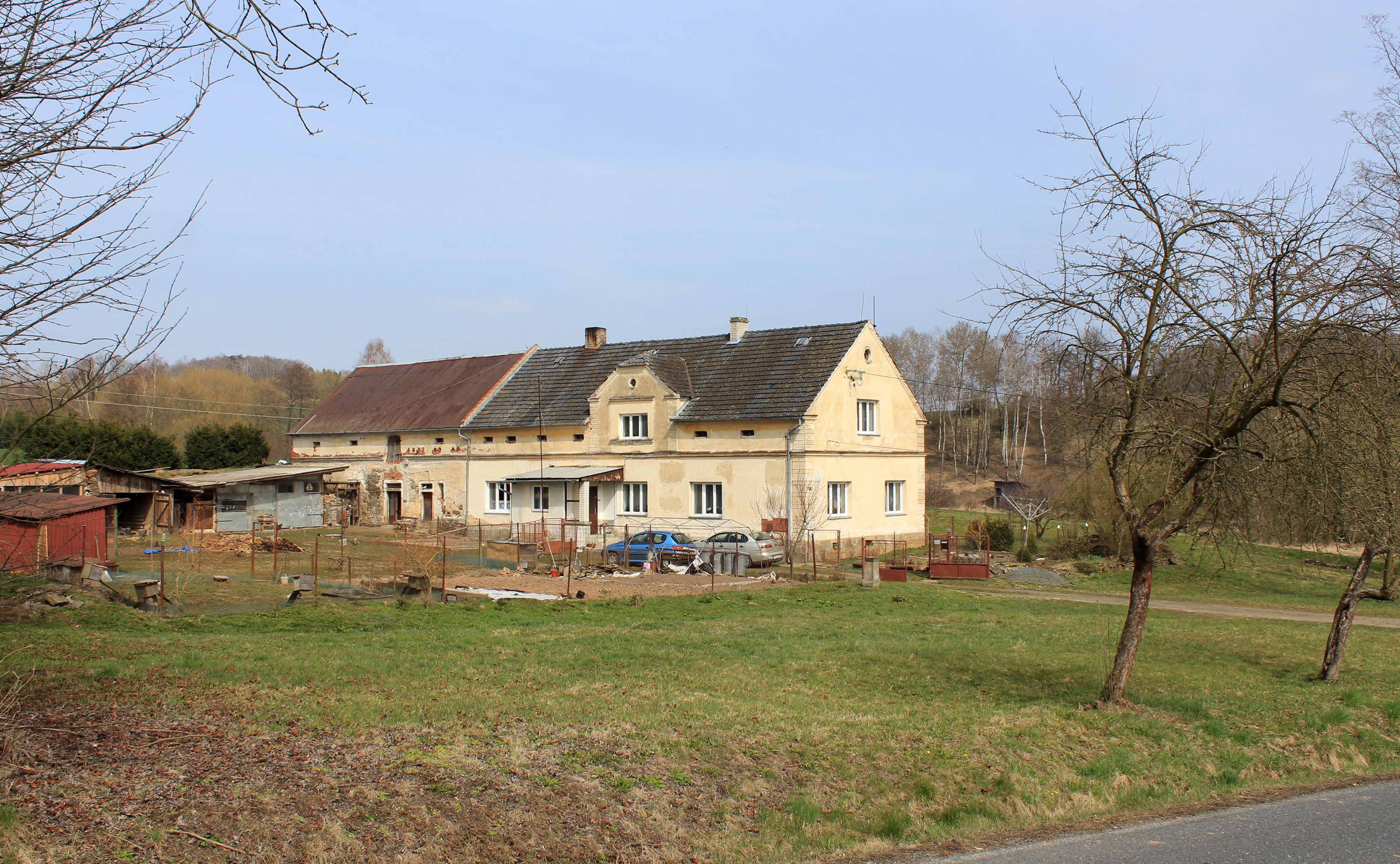
Dům čp. 5
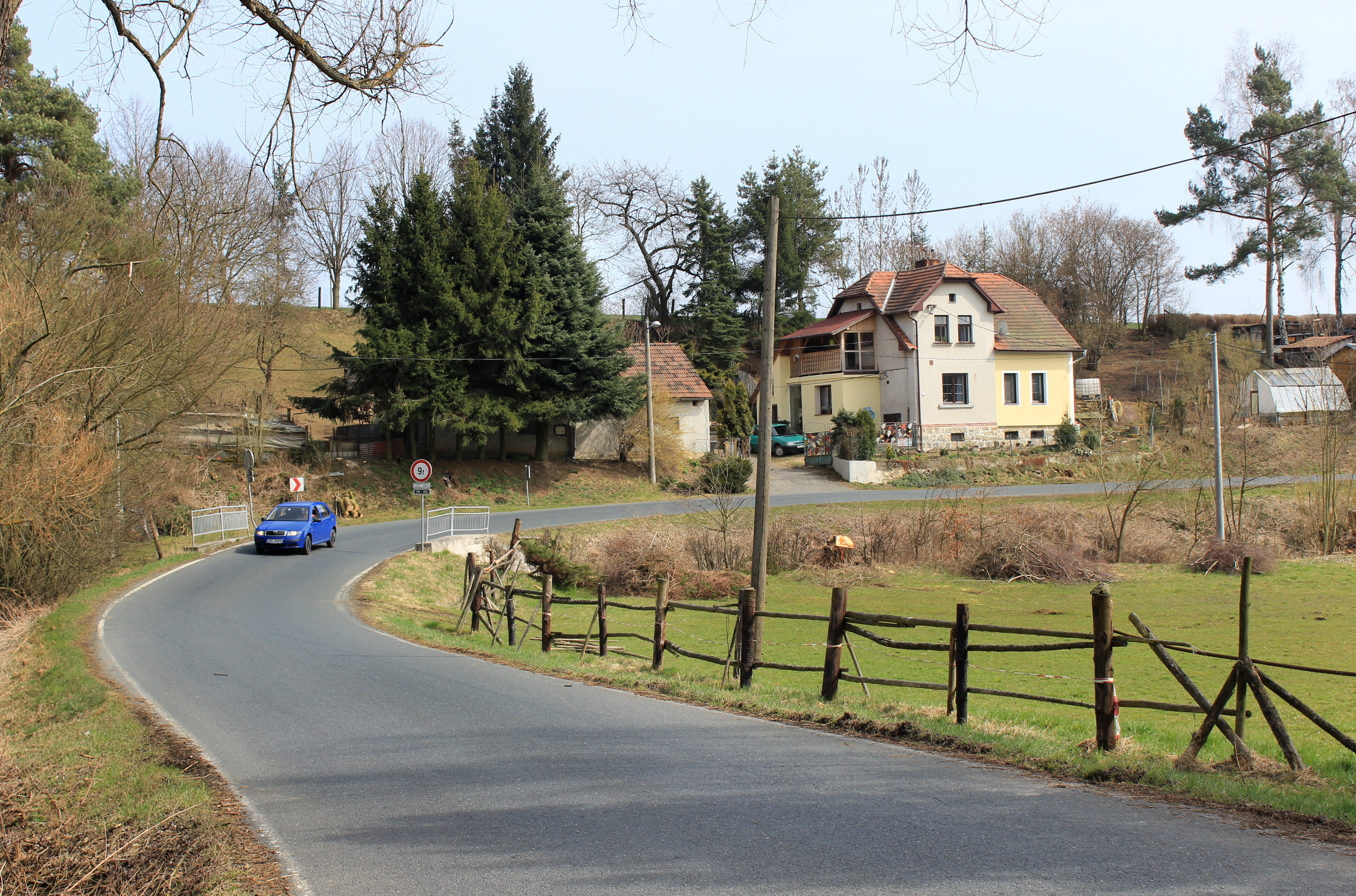
Silnice k Holubči